# Xanthomonas albilineans
Espèce
Xanthomonas albilineans est une espèce de Pseudomonadota de la famille des Xanthomonadaceae, originaire des régions tropicales et subtropicales.
Cette bactérie phytopathogène, gram négative, en forme de bâtonnet, attaque diverses espèces de la famille des Poaceae (graminées). Elle est responsable notamment d'une maladie grave de la canne à sucre, l'échaudure des feuilles. Elle se manifeste par le blanchiment et la nécrose du feuillage pouvant conduire à la mort de la plante.

## Taxonomie
Le nom correct complet (avec auteur) de ce taxon est Xanthomonas albilineans (Ashby 1929) Dowson 1943.

### Étymologie
L'étymologie du nom spécifique de Xanthomonas albilineans est la suivante : al.bi.li.ne.ans. L. masc. adj. albus, blanc; L. pres. part. lineans, rayer; N.L. part. adj. albilineans, rayer blanc.

### Synonymes
Selon Plant Protection Organization (Iran) :
- Agrobacterium albilineans (Ashby) Savulescu 1947,
- Pseudomonas albilineans (Ashby) Krasil'nikov 1949,
- Bacterium albilineans Ashby 1929[3],
- Phytomonas albilineans (Ashby) Magrou 1937,
- Phytomonas Martin & Robinson,
- Xanthomonas albilineans var. paspali Orian 1962.